# Lupinus pipersmithianus
Lupinus pipersmithianus là một loài thực vật có hoa trong họ Đậu. Loài này được J.F.Macbr. miêu tả khoa học đầu tiên.